# Hajdúság
Hajdúság (izg. [ˈhɒjduʃaːg]) je mala pokrajinica na sjeveroistoku Mađarske. Obuhvaća krajeve u Hajdu-biharskoj županiji, u bivšoj Hajdučkoj županiji, hajdučke gradove Nenaš, Hajdúdorog, Hajdúböszörmény, Hajdúhadház, Hajdúszoboszlóa i Vámospércs te njihovu okolicu.